# NK Mladost Koprivnički Bregi
NK Mladost je nogometni klub iz Koprivničkih Bregi.
Trenutačno se natječe se u 1. ŽNL Koprivničko-križevačkoj.